# Język tarangan wschodni
Język tarangan wschodni – język austronezyjski używany w prowincji Moluki w Indonezji, na wyspie Tarangan (Trangan) w grupie wysp Aru. Według danych z 2011 roku posługuje się nim ponad 6 tys. osób.
Według publikacji Ethnologue (wyd. 22, 2019) jego użytkownicy zamieszkują 12 wsi we wschodniej części wyspy (na obszarze nadbrzeżnym) oraz w rejonie przesmyku Maikor. Dzieli się na dwa dialekty: północny i południowy.
Czasami w literaturze mowa o jednym języku tarangan (trangan). W analizie leksykostatystycznej z 1987 r. wyróżniono dwa języki: tarangan wschodni i tarangan zachodni. Wśród użytkowników tarangan wschodniego znany jest także tarangan zachodni.
Nie wykształcił piśmiennictwa.